# Li Ning Company Limited
Li Ning Company Limited (kortweg Li-Ning) is een grote Chinese fabrikant van sportkleding en -artikelen.
Het werd in 1990 opgericht door de Chinese Olympische gymnast Li Ning. Hij is de voorzitter van de raad van bestuur. Vanaf 28 juni 2004 staan de aandelen genoteerd aan de Hong Kong Stock Exchange.
De afgelopen jaren is Li Ning explosief gegroeid, maar het is vooral populair in China zelf. In 2021 was de omzet ruim driemaal zo hoog als in 2017. In 2021 werd iets meer dan de helft van de omzet behaald met de verkoop van sportkleding en ruim 40% met schoenen voor diverse sporten. De helft van de verkopen gaan via eigen winkels of via internet en de andere helft via de groothandel naar andere verkopende partijen. 
In China is Li-Ning, na Adidas en Nike, het grootste sportmerk. Vanaf 2005 is het bedrijf een officiële partner van de NBA.